# Кемперле
Кемперле (фр. Quimperlé, брет. Kemperle) — город на северо-западе Франции, находится в регионе Бретань, департамент Финистер, округ Кемпер, центр одноименного кантона. Расположен в 47 км к востоку от Кемпера и в 74 км к западу от Ванна, в месте слияния рек Элле и Изоль, образующих реку Лаита. Через территорию коммуны проходит национальная автомагистраль N165. В центре города находится железнодорожная станция Кемперле линии Савене-Ландерно.
Население (2019) — 12 220 человек.

## История
Считается, что на территории современного Кемперле проживали неандертальцы, поскольку в лесу между Кемперле и Клоар-Карноэ были обнаружены остатки каменных орудий мустьерской эпохи, хотя следов существования поселения в доисторические времена не было найдено. В самом городе и его окрестностях находятся несколько дольменов. В кургане в лесу Лотеа в 1843 году были найдены кремнёвые наконечники и бронзовое оружие.
Первое поселение образовалось в V веке и называлось Вилла Аноро по имени построившего его бретонского принца; в 868 году оно было разрушено норманнами.
Новый город под названием Кемперле вырос вокруг аббатства Святого Креста, которое было основано около 1050 года графом Корнуая Аленом Кеньяром. Аббатство процветало благодаря многочисленным пожертвованиям и защите графов Корнуая, а затем герцогов Бретани, хотя у последних богатство аббатства Кемперле периодически вызывало желание завладеть им. В XIII веке герцог Бретани Жан I Рыжий построил крепостные стены вокруг нижнего города, чтобы защитить его. Был выкопан ров, соединивший реки Элле и Изоль и окруживший крепость. В противовес аббатству Святого Креста он учредил к востоку от города доминиканское аббатство.
Во время войны за бретонское наследство Кемперле поддерживал Жана де Монфора, который после своей гибели в 1345 году был похоронен в аббатстве доминиканцев в Кемперле. В 1590 году, во время Религиозных войн, город был в руках сторонников Лиги, враждебно настроенных к протестантам. От имени короля Франции Генриха IV (недавно ставшего королем, перейдя в католичество) Генрих де Монпансье захватил Кемперле. В августе 1594 года в городе на короткое время был размещен испанский гарнизон.
В 1652 году в Кемперле пришли урсулинки и основали на вершине горы Сен-Мишель свой монастырь, в котором начали обучать девушек из хороших семей и заботиться о бедных. В 1680 году большая часть стен была снесена, а материалы использовались для строительства причала.
В XVIII веке в городе развивается промышленное производство: построены тринадцать кожевенных фабрик, бумажная мельница, фабрика по производству керамики. В реке Элле и её притоках в большом количестве добывается рыба, преимущественно лосось. Из местного порта поставляется пшеница в Нант и Бордо, импортируется вино и соль. В XIX веке город пережил крупный промышленный бум; появилось несколько консервных заводов, открыто литейное производство. В 1875 году была построена целлюлозно-бумажная фабрика, позднее приобретенная American Tobacco Company, а в 1974 году ставшей частью корпорации Kimberly-Clark.

## Достопримечательности
- Аббатство Святого Креста XI века
- Церковь Нотр-Дам XIII—XVI веков
- Аббатство Бланш — бывшее доминиканское аббатство; сейчас в нём располагается орден дочерей Иисуса
- Развалины приходской церкви Святого Колумбана XI—XIII веков; считается, что на этом месте стояла первая городская церковь, разрушенная в IX веке викингами
- Мост Ловиньон, или цветочный мост (Fleuri) XVI века
- Средневековые дома в центре города

## Экономика
Кемперле является четвёртым по объёму промышленного производства городом департамента Финистер. В городе находится бумажная фабрика компании Mauduit, штаб-квартира агропродовольственной группы Bigard, завод по производству кормов для собак и кошек компании Nestlé.
Структура занятости населения:
- сельское хозяйство — 0,4 %
- промышленность — 22,7 %
- строительство — 2,7 %
- торговля, транспорт и сфера услуг — 39,2 %
- государственные и муниципальные службы — 35,0 %

Уровень безработицы (2018) — 13,2 % (Франция в целом — 13,4 %, департамент Финистер — 12,1 %). 

Среднегодовой доход на 1 человека, евро (2018) — 21 320 (Франция в целом — 21 730, департамент Финистер — 21 970).

## Демография
Динамика численности населения, чел.

## Администрация
Пост мэра Кемперле с 2014 года занимает социалист Мишель Керне (Michaël Quernez). На муниципальных выборах 2020 года возглавляемый им блок социалистов победил во 2-м туре, получив 58,98 % голосов.
| Период | Период | Фамилия        | Партия                               | Примечания                                                  |
| ------ | ------ | -------------- | ------------------------------------ | ----------------------------------------------------------- |
| 1977   | 1989   | Ив Гийу        | Социалистическая партия Разные левые | технический директор                                        |
| 1989   | 1995   | Ги Савен       | Социалистическая партия              | отставной военнослужащий                                    |
| 1995   | 2001   | Марсель Тюссо  | Разные правые                        | менеджер                                                    |
| 2001   | 2008   | Даниэль Ле Бра | Социалистическая партия              | врач-анестезиолог-реаниматор                                |
| 2008   | 2014   | Ален Пеннек    |                                      | профессор географии                                         |
| 2014   |        | Мишель Керне   | Социалистическая партия              | член Совета департамента, член Регионального совета Бретани |

## Города-побратимы
- Лискерд, Великобритания
- Гайленкирхен, Германия
- Атенрай, Ирландия
- Нара, Мали

## Знаменитые уроженцы
- Теодор Эрсар де ла Вильмарке (1815—1895), литератор, собиратель бретонского фольклора

## Галерея
- Аббатство Святого Креста
- Церковь Нотр-Дам
- Цветочный мост
- Белое аббатство
- Улица в центре города